# Тайваньская скватина
Тайваньская скватина (лат. Squatina formosa) — вид рода плоскотелых акул одноимённого семейства отряда скватинообразных. Эти акулы встречаются в северо-западной части Тихого океана на глубине до 300 м. Максимальная зарегистрированная длина 150 см. У них уплощённые голова и тело, внешне они похожи на скатов, но в отличие от последних жабры скватин расположены по бокам туловища и рот находится в передней части рыла, а не на вентральной поверхности. Эти акулы размножаются путём яйцеживорождения. Не представляют интереса для коммерческого рыбного промысла. 

## Таксономия
Впервые вид был научно описан в 1972 году. Голотип представляет собой  неполовозрелую самку длиной 33,7 см, пойманного к юго-западу от острова Тайвань на глубине 183 м (20°28′ с. ш. 120°26′ в. д.). Вид назван по географическому месту обнаружения и происходит от альтернативного названия острова Тайвань порт. Formosa.

## Ареал
Тайваньские скватины обитают в северо-западной части Тихого океана в Восточно-Китайском море у берегов Тайваня и Китая. Скватин, обитающих в водах Филиппин, ранее ошибочно относили к этому виду. Тайваньские скватины встречаются у дна на внешнем крае континентального шельфа на глубине 183—220, а согласно другим источникам 100—300 м.

## Описание
У тайваньских акул довольно стройное тело. Ноздри обрамлены неразветвлёнными коническими усиками с заострёнными кончиками. Задний край передних назальных кожных лоскутов гладкий или слегка бахромчатый. Характерные для скватин крыловидные грудные плавники широкие, передние края не соединены с головой. Расстояние от глаза до брызгальца менее чем в 1,5 раза превышает диаметр глаза. Основание первого спинного плавника расположено перед свободным кончиком брюшных плавников. По средней линии туловища, на рыле и между глазами расположены крупные шипы. Окраска без глазков.

## Биология
Подобно прочим скватинам эти акулы размножаются яйцеживорождением. Длина новорожденных 30—40 см. Максимальная зарегистрированная длина 46 см, по другим данным 150 см. Вероятно, как и прочие скватины, эти акулы медленно растут и поздно достигают половой зрелости.

## Взаимодействие с человеком
Вид не представляет интереса для коммерческого рыбного промысла. В качестве прилова эти акулы попадаются при донном тралении на глубинах между 50 и 300 м.  Иногда мясо тайваньских скватин встречается в продаже. Международный союз охраны природы присвоил этому виду статус «Вымирающий». 